# Episodi di Tierra de Lobos - L'amore e il coraggio (seconda stagione)
La seconda stagione della serie televisiva Tierra de Lobos - L'amore e il coraggio, composta da 13 episodi, è stata trasmessa in prima visione assoluta in Spagna da Telecinco dal 28 settembre al 21 dicembre 2011.
In Italia la stagione è stata trasmessa in prima visione in chiaro da Rete 4 dal 3 marzo al 19 maggio 2013; nella messa in onda italiana, la seconda stagione è stata rimontata in modo da formare 10 episodi di circa 90 minuti, contro i 13 episodi da 70 minuti della versione originale.
| nº | Titolo                       | Prima TV Italia |
| -- | ---------------------------- | --------------- |
| 1  | Ribellione                   | 3 marzo 2013    |
| 2  | Tradimenti                   | 19 marzo 2013   |
| 3  | Amore e guerra               | 26 marzo 2013   |
| 4  | La leggenda delle tre chiavi | 31 marzo 2013   |
| 5  | Come fratelli                | 7 aprile 2013   |
| 6  | Terra bruciata               | 14 aprile 2013  |
| 7  | Senza respiro                | 28 aprile 2013  |
| 8  | Fuorilegge                   | 5 maggio 2013   |
| 9  | Delitti e segreti            | 12 maggio 2013  |
| 10 | Il lungo addio               | 19 maggio 2013  |